# George Fonder
George Thomas Fonder (Elmhurst, 22 giugno 1917 – Hatfield, 14 giugno 1958) è stato un pilota automobilistico statunitense.
Corse nella serie Champ Car dal 1949 al 1954, riuscendo a prendere il via alle 500 Miglia di Indianapolis 1949, 1952 e 1954.

Morì nel 1958 in un incidente di gara alla guida di una Midget.
Tra il 1950 e il 1960 la 500 Miglia di Indianapolis faceva parte del Campionato Mondiale, per questo motivo Fonder ha all'attivo anche due Gran Premi in Formula 1.
Fonder è stato sepolto nel cimitero Greenlawn a Lansdale, Pennsylvania.

## Risultati in Formula 1
| 1950 | Scuderia  | Vettura                  |  |  |    |  |  |  |  |  |  | Punti | Pos. |
| ---- | --------- | ------------------------ |  |  | -- |  |  |  |  |  |  | ----- | ---- |
| 1950 | Ray Brady | Deidt Tuffanelli Derrico |  |  | NQ |  |  |  |  |  |  | 0     |      |

| 1951 | Scuderia          | Vettura   |  |    |  |  |  |  |  |  |  | Punti | Pos. |
| ---- | ----------------- | --------- |  | -- |  |  |  |  |  |  |  | ----- | ---- |
| 1951 | Lutes Truck Parts | Schroeder |  | NQ |  |  |  |  |  |  |  | 0     |      |

| 1952 | Scuderia            | Vettura |  |    |  |  |  |  |  |  |  | Punti | Pos. |
| ---- | ------------------- | ------- |  | -- |  |  |  |  |  |  |  | ----- | ---- |
| 1952 | George Leitenberger | Sherman |  | 15 |  |  |  |  |  |  |  | 0     |      |

| 1953 | Scuderia            | Vettura        |  |    |  |  |  |  |  |  |  | Punti | Pos. |
| ---- | ------------------- | -------------- |  | -- |  |  |  |  |  |  |  | ----- | ---- |
| 1953 | George Leitenberger | Silnes-Sherman |  | NQ |  |  |  |  |  |  |  | 0     |      |

| 1954 | Scuderia                                 | Vettura                                         |  |    |  |  |  |  |  |  |  | Punti | Pos. |
| ---- | ---------------------------------------- | ----------------------------------------------- |  | -- |  |  |  |  |  |  |  | ----- | ---- |
| 1954 | Ed Stone NQ Ray Brady T.W. & W.T. Martin | Kurtis Kraft 3000 NQ Schroeder Rit Kurtis Kraft |  | 19 |  |  |  |  |  |  |  | 0     |      |

| Legenda | 1º posto     | 2º posto | 3º posto    | A punti         | Senza punti/Non class.  | Grassetto – Pole position Corsivo – Giro più veloce |
| Legenda | Squalificato | Ritirato | Non partito | Non qualificato | Solo prove/Terzo pilota | Grassetto – Pole position Corsivo – Giro più veloce |